# Kališčok
Kališčok je název dvou spojených rybníků nacházejících se v Orlové. Označují se Kališčok I. a Kališčok II. Přímo vedle nich se nachází další rybníky (Prostřední rybník, Nový rybník, Dub, Špice) a za železniční tratí se nalézá ještě Kout. Rybníky jsou domovem mnoha druhů ptáků, jako např. kvakoše nočního.